# Кора Візерспун
Кора Візерспун (англ. Cora Witherspoon; 5 січня 1890, Новий Орлеан — 17 листопада 1957, Лас-Крусес) — американська акторка.
Її акторський дебют відбувся на театральній сцені Нью-Йорка 1910 року, після чого вона продовжила акторську кар'єру на Бродвеї. У 1930 році дебютувала на великому екрані, де надалі з'явилася в 40 кінокартинах, серед яких «Обмовлена» (1936), «Гідна вулиця» (1937), «Марія-Антуанетта» (1938), «Додж-сіті» 1939), «Перемогти темряву» (1939), «Жінки» (1939), «Банківський детектив» (1940), «Шлюбний сезон» (1951) та «Тільки для тебе» (1952). На кіноекранах Кора Візерспун часто грала ролі сварливих, буркотливих, уїдливих дружин і тітоньок, найчастіше набагато старших за неї саму. Свою останню роль виконала на телебаченні у 1954 році, а через рік померла у місті Лас-Крусес у віці 67 років.

## Вибрана фільмографія
- 1938 — Марія-Антуанетта / Marie Antoinette
- 1938 — За рогом
- 1938 — Професор, остерігайся
- 1939 — Додж-сіті / Dodge City
- 1939 — Перемогти морок
- 1939 — Жінки
- 1951 — Шлюбний сезон — місіс Вільямсон